# وزير خان (لاهور)
الحكيم الشيخ علم الدين الأنصاري (توفي عام 1641)، المعروف بلقبه وزير خان، كان مسؤولاً مغوليًا وكان صوبه دار لصوبة لاهور خلال الفترة من 1631 إلى 1639 م. كما عُين مرتين حاكمًا (صوبه دار) لأغرا صبح [الإنجليزية] وشغل منصب الصدر الأعظم لفترة وجيزة بعد تولي شاه جهان الحكم في عام 1627/1628 م.

## الحياة المهنية
وُلِد وزير خان في عائلة بنجابية تنحدر من مدينة شينيوت في صوبة لاهور. خلال ذروة شهرته، أظهر براعته في مجال الطب، وحصل على التقدير تحت رعاية شاه جهان. إن مهارته في الممارسة الطبية، إلى جانب فهمه المميز لمزاج الأمير، أدت إلى تعيينه مشرفًا على بلاط المخيم، وهو المنصب الذي حصل عليه بسخاء. اشتهر بحل النزاعات بحكمة ونزاهة لا تتزعزع، مما أكسبه مكانة مرموقة لدى الأمير. وكانت مساهماته خلال الحملة ضد الرانا، ولا سيما بصفته ديوان البويوتات، لا تقدر بثمن، مما أكسبه ترقية كبيرة ضمن صفوفه. خلال إقامة الأمير في جونير، صعد وزير خان إلى المنصب المرموق للديوان، مما يمثل ارتفاعًا كبيرًا في مكانته. في تلك المرحلة، كان مهابة خان [الإنجليزية] فقط هو من يحتل رتبة أعلى بين حاشية الأمير. وأعطي له فيما بعد قيادة 7000. وظل رئيسًا للقضاة في لاهور لبعض الوقت.
من عام 1628 إلى عام 1631 شغل منصب حاكم أغرا وبعد ذلك عُين حاكمًا للاهور. شغل هذا المنصب حتى عام 1640/1641 م تقريبًا، عندما أعيد تعيينه حاكمًا لأجرا، لكنه توفي بسبب المغص بعد عشرة أشهر فقط.

## حسب كتب التاريخ السيخية
وفقًا للنصوص والتقاليد السيخية، كان وزير خان من مؤيدي المجتمع السيخي وحتى أنهم قالوا أنه كان سيخيًا بنفسه. تقول التقاليد السيخية أنه كان معجبًا بجورو أرجون بسبب صلاة سوخماني صاحب [الإنجليزية] التي قيل إنها أعطته الراحة. وبعد ذلك أصبح سيخيًا. وهكذا عندما كان على السلطان المغولي أن يعدم جورو أرجون، فعل كل ما بوسعه لإنقاذه، لكن كل ذلك كان بلا جدوى. في زمن جورو هارجوبند [الإنجليزية]، حافظ وزير خان على دعمه للغورو. عندما قبض السلطان شاه جهان على المعلم، توسل وزير خان لإطلاق سراح المعلم. بعد المعركة الأولى بين السيخ والمغول، أقنع خان شاه جهان بأنه لا فائدة من اتخاذ المزيد من الإجراءات ضد الغورو. قال: "سيدي، المعلم ليس متمردًا وليس لديه أي نية لغزو سلطنتك. لقد كان دائمًا سندًا للدولة... أليس من المعجزات أنه بجيش لا يتجاوز السبعمائة رجل دمّر جيشًا قوامه سبعة آلاف؟". عند سماعه هذا، اقتنع السلطان بعدم اتخاذ أي إجراء آخر ضد المعلم.

## الإرث

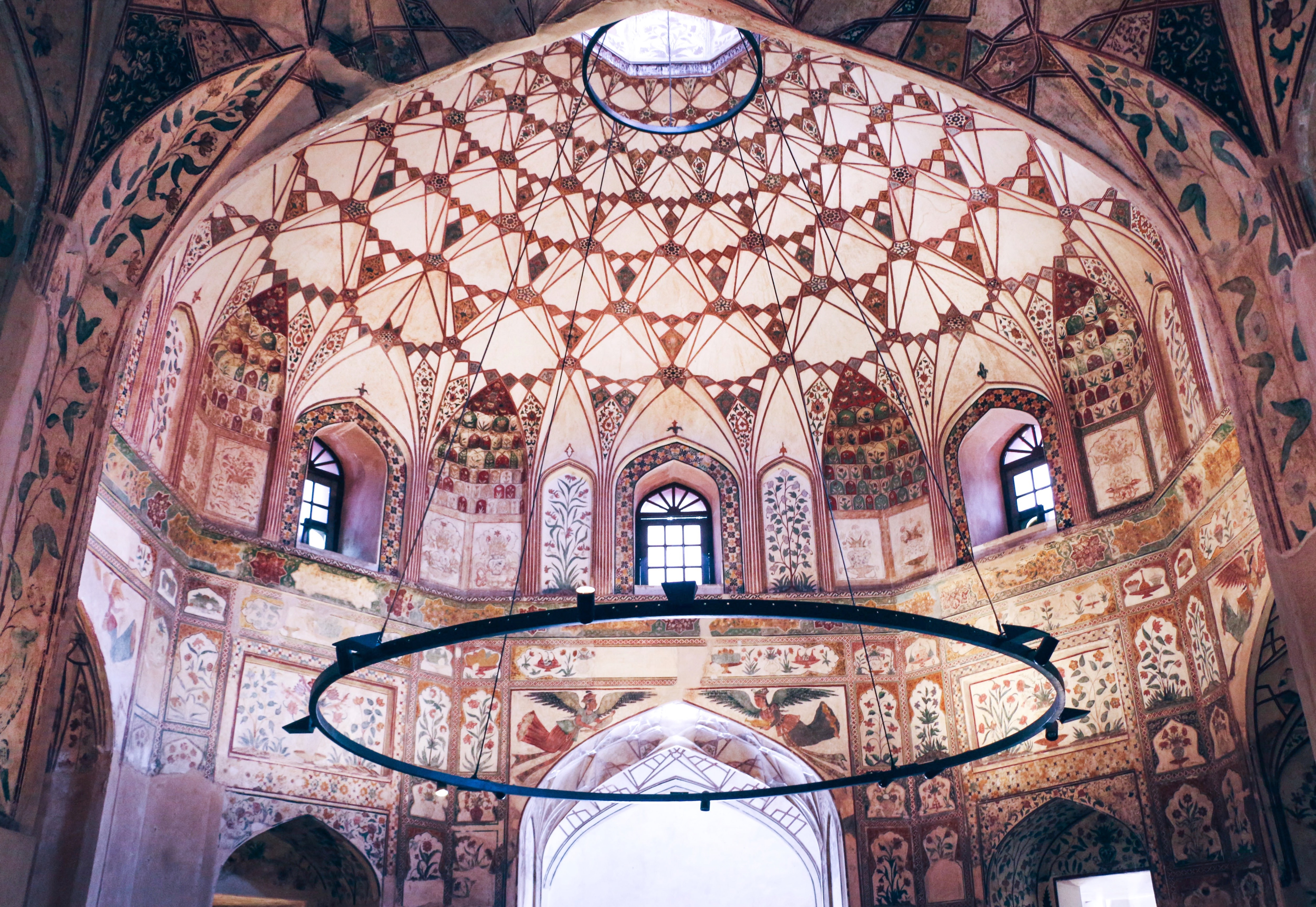
القبة المركزية لحمّام وزير خان
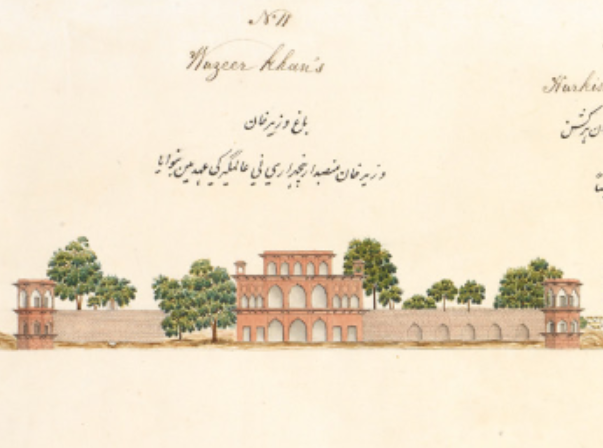
حديقة وزير خان، فنان من أغرا، حوالي عام 1830
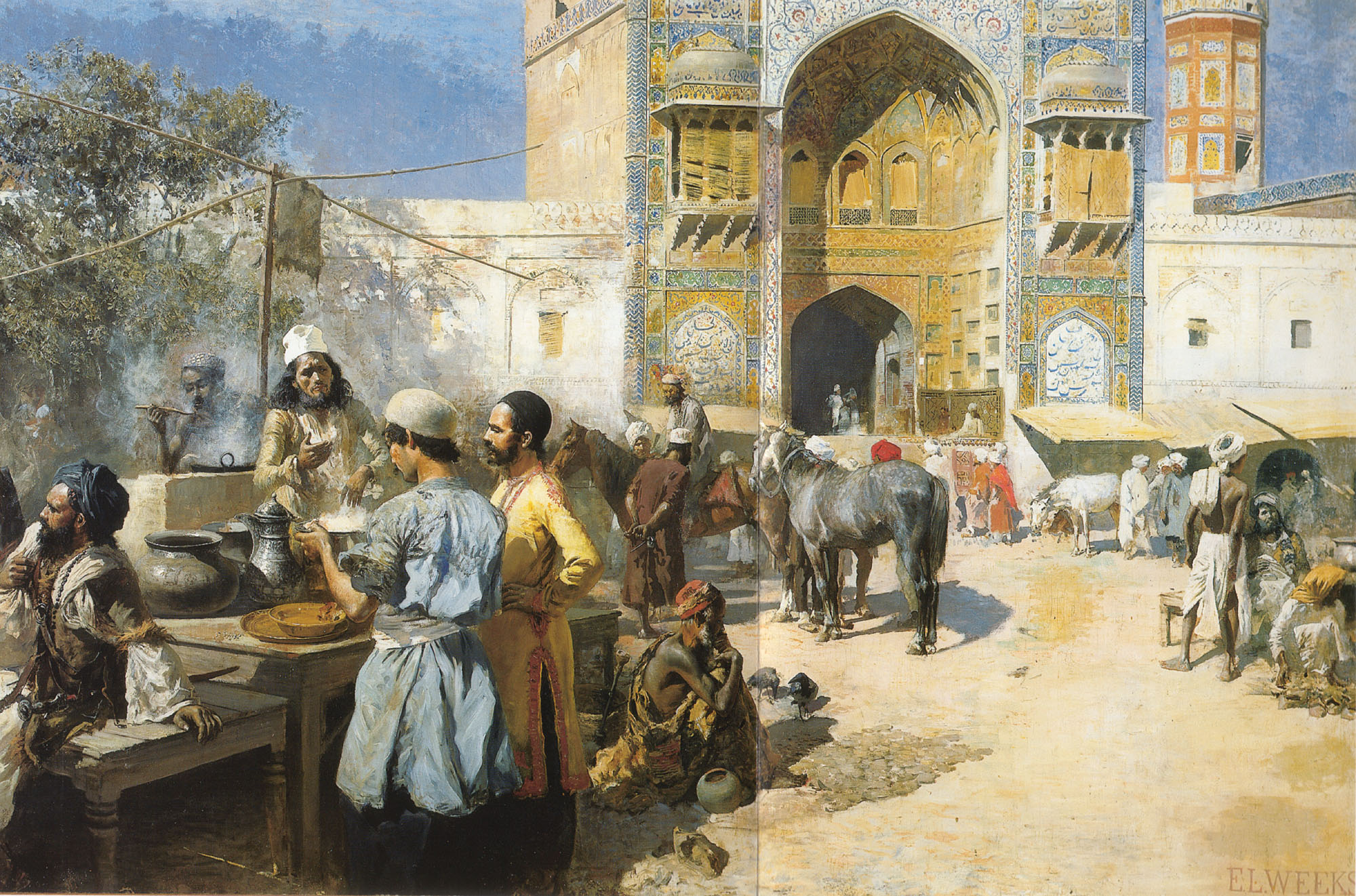
مسجد وزير خان في لاهور

في لاهور، قام بتنفيذ مشاريع عمرانية واسعة، شملت إنشاء الحمامات والأسواق ومبانٍ أخرى متعددة. أما في تشينيوت، فقد شيد حصنًا قويًّا من الطوب إلى جانب منشآت بارزة أخرى، وقدّمها بسخاء لأهالي المنطقة. امتدت أعماله الخيرية إلى تطوير البنية التحتية، فأنشأ الطرق والشوارع والمحلات والمساجد والاستراحات ومدرسة ومستشفى وآبارًا لمصلحة العامة، مما خفّف عن الناس مشاق الحياة اليومية. ومع الأسف، لم تتح له الفرصة قط لزيارة مسقط رأسه العزيز على قلبه، وظل شوقه إليه حسرةً لم تُروَ طوال حياته. وقد وُصف بأنه رجل هادئ الطبع، راسخ العزيمة، عاش حياة متواضعة، زاهدًا في مظاهر البذخ، سواء في شؤونه الشخصية أو أعباء منزله. وكانت بساطته تمتد إلى نفقاته وملبسه، ما يعكس تواضعه وإخلاصه في خدمة شعبه. 
أشاد الشاعر المعاصر له ميتا تشينابي [الإنجليزية] بوزير خان في كتابه تحفة البنجاب [الإنجليزية] لبنائه مسجد وزير خان وتأسيس مدينة وزير آباد [الإنجليزية]. وكان علي الدين وزير خان أيضًا مسؤولًا عن بناء حمام شاهي في لاهور، والمعروف أيضًا باسم حمام وزير خان. وكان وزير خان أيضًا أحد النبلاء الذين بنوا هافيلي (قصرًا) بالإضافة إلى حديقة في مدينة أغرا، حيث كان حاكمًا لها مرتين. يُعرف باسم باغ وزير خان. قام ببناء حديقة أخرى في لاهور، والمعروفة باسم نخليا وزير خان، في عام 1634. على الرغم من أن الحديقة لم تعد موجودة، إلا أن بردارها لا يزال موجود وتُستخدم اليوم كقاعة قراءة لمكتبة البنجاب العامة [الإنجليزية].